# Maria Prytz
Pour les articles homonymes, voir Prytz.
Maria Prytz, née le 18 octobre 1976 à Sveg, est une curleuse suédoise. 
Elle devient vice-championne du monde à quatre reprises en 2001, 2002, 2012 et 2013. Elle a aussi gagné le championnat d'Europe 2003, 2007 et 2013. Elle est médaillée d'argent aux Jeux olympiques d'hiver de 2014 à Sotchi.

## Palmarès

### Jeux olympiques
- Médaillée d'argent lors des Jeux olympiques de 2014 à Sotchi. ( Russie)

### Championnats du monde
- Vice-championne du monde lors du championnat du monde 2001 à Lausanne. ( Suisse)
- Vice-championne du monde lors du championnat du monde 2002 à Bismarck. ( États-Unis)
- Médaillée de bronze mondiale lors du championnat du monde 2003 à Winnipeg. ( Canada)
- Vice-championne du monde lors du championnat du monde 2012 à Lethbridge. ( Canada)
- Vice-championne du monde lors du championnat du monde 2013 à Riga. ( Lettonie)

### Championnats d'Europe
- Vice-championne d'Europe lors du championnat d'Europe 1999 à Chamonix. ( France)
- Championne d'Europe lors du championnat d'Europe 2003 à Courmayeur. ( Italie)
- Championne d'Europe lors du championnat d'Europe 2007 à Füssen. ( Allemagne)
- Vice-championne d'Europe lors du championnat d'Europe 2011 à Moscou. ( Russie)
- Médaillée de bronze européenne lors du championnat d'Europe 2012 à Karlstad. ( Suède)
- Championne d'Europe lors du championnat d'Europe 2013 à Stavanger. ( Norvège)